# Timowo (obwód wołogodzki)
Timowo (ros. Тимово) – wieś w Rosji, w rejonie czerepowieckim obwodu wołogodzkiego. W 2010 r. liczyła 36 mieszkańców.